# EHF Champions League 2006-2007 (pallamano maschile)
L'EHF Champions League 2006-2007 è stata la 47ª edizione del massimo torneo europeo per club di pallamano, la 14ª con l'attuale denominazione.

## Formula
- Turno di qualificazione: è stato disputato da 16 squadre che, dopo sorteggio, si affrontano in gare di andata e ritorno; chi vince passa alla fase a gironi.
- Fase a gironi: sono stati disputati otto gironi da quattro squadre con gare di andata e ritorno. Le prime due di ogni girone si sono qualificate al main round.
- Fase ad eliminazione diretta: le sedici squadre qualificate si affrontano dapprima in ottavi e quarti di finale, successivamente in semifinali e finale; tutti i turni consistono in gare di andata e ritorno.

## Qualificazioni
| Squadra 1             | Totale | Squadra 2             | Andata | Ritorno |
| --------------------- | ------ | --------------------- | ------ | ------- |
| Panellīnios GS Atene  | 47-46  | SPE Strovolos         | 25-23  | 22-23   |
| Spor Toto Spor Kulübü | 62-73  | Stella Rossa          | 33-37  | 29-36   |
| Bregenz               | 69-40  | Panevėžys Viking Malt | 39-16  | 30-24   |
| HV Kras/Volendam      | 48-55  | Meshkov Brest         | 23-31  | 25-24   |
| Constanta             | 63-54  | Conversano            | 38-24  | 25-30   |
| RK Metalurg Skopje    | 62-55  | Braga                 | 30-28  | 32-27   |
| HC Berchem            | 50-80  | Runar Sandefjord      | 26-37  | 24-43   |

## Fase a gironi

### Girone A

#### Classifica
|  | Pos. | Squadra               | Pt | G | V | N | P | GF  | GS  | DR  |
|  | ---- | --------------------- | -- | - | - | - | - | --- | --- | --- |
|  | 1.   | Portland San Antonio  | 10 | 6 | 5 | 0 | 1 | 199 | 146 | +53 |
|  | 2.   | KC Veszprém           | 10 | 6 | 5 | 0 | 1 | 207 | 160 | +47 |
|  | 3.   | RK Bosna Sarajevo     | 4  | 6 | 2 | 0 | 4 | 167 | 181 | -21 |
|  | 4.   | MŠK Považská Bystrica | 0  | 6 | 0 | 0 | 6 | 161 | 140 | -79 |

### Girone B

#### Classifica
|  | Pos. | Squadra               | Pt | G | V | N | P | GF  | GS  | DR  |
|  | ---- | --------------------- | -- | - | - | - | - | --- | --- | --- |
|  | 1.   | BM Ciudad Real        | 12 | 6 | 6 | 0 | 0 | 206 | 162 | +44 |
|  | 2.   | SC Pick Szeged        | 7  | 6 | 3 | 1 | 2 | 153 | 153 | +0  |
|  | 3.   | Kadetten Schaffhausen | 5  | 6 | 2 | 1 | 3 | 168 | 169 | -1  |
|  | 4.   | HC Meshkov Brest      | 0  | 6 | 0 | 0 | 6 | 144 | 188 | -44 |

### Girone C

#### Classifica
|  | Pos. | Squadra      | Pt | G | V | N | P | GF  | GS  | DR  |
|  | ---- | ------------ | -- | - | - | - | - | --- | --- | --- |
|  | 1.   | Kolding      | 11 | 6 | 5 | 1 | 0 | 199 | 153 | +46 |
|  | 2.   | Chambéry     | 7  | 6 | 3 | 1 | 2 | 171 | 163 | +8  |
|  | 3.   | Wisła Płock  | 4  | 6 | 2 | 0 | 4 | 141 | 170 | -29 |
|  | 4.   | Stella Rossa | 2  | 6 | 1 | 0 | 5 | 158 | 183 | -25 |

### Girone D

#### Classifica
|  | Pos. | Squadra                | Pt | G | V | N | P | GF  | GS  | DR  |
|  | ---- | ---------------------- | -- | - | - | - | - | --- | --- | --- |
|  | 1.   | SG Flensburg-Handewitt | 10 | 6 | 5 | 0 | 1 | 199 | 164 | +35 |
|  | 2.   | Chekhovskye Medvedi    | 8  | 6 | 4 | 0 | 2 | 182 | 164 | +18 |
|  | 3.   | Zagreb                 | 6  | 6 | 3 | 0 | 3 | 153 | 148 | +5  |
|  | 4.   | RK Vardar              | 0  | 6 | 0 | 0 | 6 | 148 | 206 | -58 |

### Girone E

#### Classifica
|  | Pos. | Squadra       | Pt | G | V | N | P | GF  | GS  | DR  |
|  | ---- | ------------- | -- | - | - | - | - | --- | --- | --- |
|  | 1.   | THW Kiel      | 12 | 6 | 6 | 0 | 0 | 244 | 170 | +74 |
|  | 2.   | GOG           | 6  | 6 | 3 | 0 | 3 | 203 | 180 | +23 |
|  | 3.   | Constanta     | 5  | 6 | 2 | 1 | 3 | 172 | 205 | -33 |
|  | 4.   | Banik Karvina | 1  | 6 | 0 | 1 | 5 | 175 | 239 | -64 |

### Girone F

#### Classifica
|  | Pos. | Squadra                 | Pt | G | V | N | P | GF  | GS  | DR  |
|  | ---- | ----------------------- | -- | - | - | - | - | --- | --- | --- |
|  | 1.   | VfL Gummersbach         | 10 | 6 | 5 | 0 | 1 | 212 | 177 | +35 |
|  | 2.   | RK Celje                | 10 | 6 | 5 | 0 | 1 | 205 | 170 | +35 |
|  | 3.   | Sandefjord TIF          | 4  | 6 | 2 | 0 | 4 | 179 | 202 | -23 |
|  | 4.   | Knattspyrnufélagið Fram | 0  | 6 | 0 | 0 | 6 | 163 | 210 | -47 |

### Girone G

#### Classifica
|  | Pos. | Squadra              | Pt | G | V | N | P | GF  | GS  | DR  |
|  | ---- | -------------------- | -- | - | - | - | - | --- | --- | --- |
|  | 1.   | Barcellona           | 12 | 6 | 6 | 0 | 0 | 205 | 152 | +53 |
|  | 2.   | RK Kozina            | 6  | 6 | 3 | 0 | 3 | 168 | 180 | -12 |
|  | 3.   | Panellīnios GS Atene | 4  | 6 | 2 | 0 | 4 | 160 | 197 | -37 |
|  | 4.   | Hammaraby            | 2  | 6 | 1 | 0 | 5 | 182 | 186 | -4  |

### Girone H

#### Classifica
|  | Pos. | Squadra            | Pt | G | V | N | P | GF  | GS  | DR  |
|  | ---- | ------------------ | -- | - | - | - | - | --- | --- | --- |
|  | 1.   | Valladolid         | 10 | 6 | 4 | 2 | 0 | 197 | 162 | +35 |
|  | 2.   | Montpellier        | 9  | 6 | 4 | 1 | 1 | 173 | 144 | +29 |
|  | 3.   | HC Portovik Yuzhny | 4  | 6 | 2 | 0 | 4 | 138 | 161 | -23 |
|  | 4.   | Bregenz            | 1  | 6 | 0 | 1 | 5 | 144 | 185 | -41 |

## Fase ad eliminazione

### Ottavi di finale
| Squadra 1          | Totale | Squadra 2           | Andata | Ritorno |
| ------------------ | ------ | ------------------- | ------ | ------- |
| Montpellier        | 51-54  | Barcellona          | 28-25  | 23-29   |
| Veszprém           | 60-53  | Kolding             | 32-22  | 28-31   |
| Kozina             | 52-70  | San Antonio         | 23-34  | 29-36   |
| GOG                | 58-64  | Ciudad Real         | 28-33  | 30-31   |
| Pick Szeged        | 49-50  | Valladolid          | 24-24  | 24-25   |
| Celje              | 67-67  | Flensburg-Handewitt | 41-31  | 26-36   |
| Čechovskie Medvevi | 60-69  | Gummersbach         | 31-37  | 29-32   |
| Chambéry           | 60-76  | Kiel                | 30-39  | 30-37   |

### Quarti di finale
| Squadra 1           | Totale | Squadra 2   | Andata | Ritorno |
| ------------------- | ------ | ----------- | ------ | ------- |
| Valladolid          | 70-68  | Gummersbach | 36-36  | 34-32   |
| Veszprém            | 71-75  | Kiel        | 39-36  | 32-39   |
| Ciudad Real         | 55-58  | San Antonio | 26-21  | 29-37   |
| Flensburg-Handewitt | 60-55  | Barcellona  | 31-21  | 29-34   |

### Semifinali
| Squadra 1           | Totale | Squadra 2  | Andata | Ritorno |
| ------------------- | ------ | ---------- | ------ | ------- |
| San Antonio         | 64-65  | Kiel       | 30-28  | 34-37   |
| Flensburg-Handewitt | 56-55  | Valladolid | 32-30  | 24-25   |

### Finale
| Squadra 1           | Totale | Squadra 2 | Andata | Ritorno |
| ------------------- | ------ | --------- | ------ | ------- |
| Flensburg-Handewitt | 55-57  | Kiel      | 28-28  | 27-29   |